# Mailly-Champagne
Mailly-Champagne è un comune francese di 753 abitanti situato nel dipartimento della Marna nella regione del Grand Est.

## Società

### Evoluzione demografica
Abitanti censiti